# Mura (urfolk)

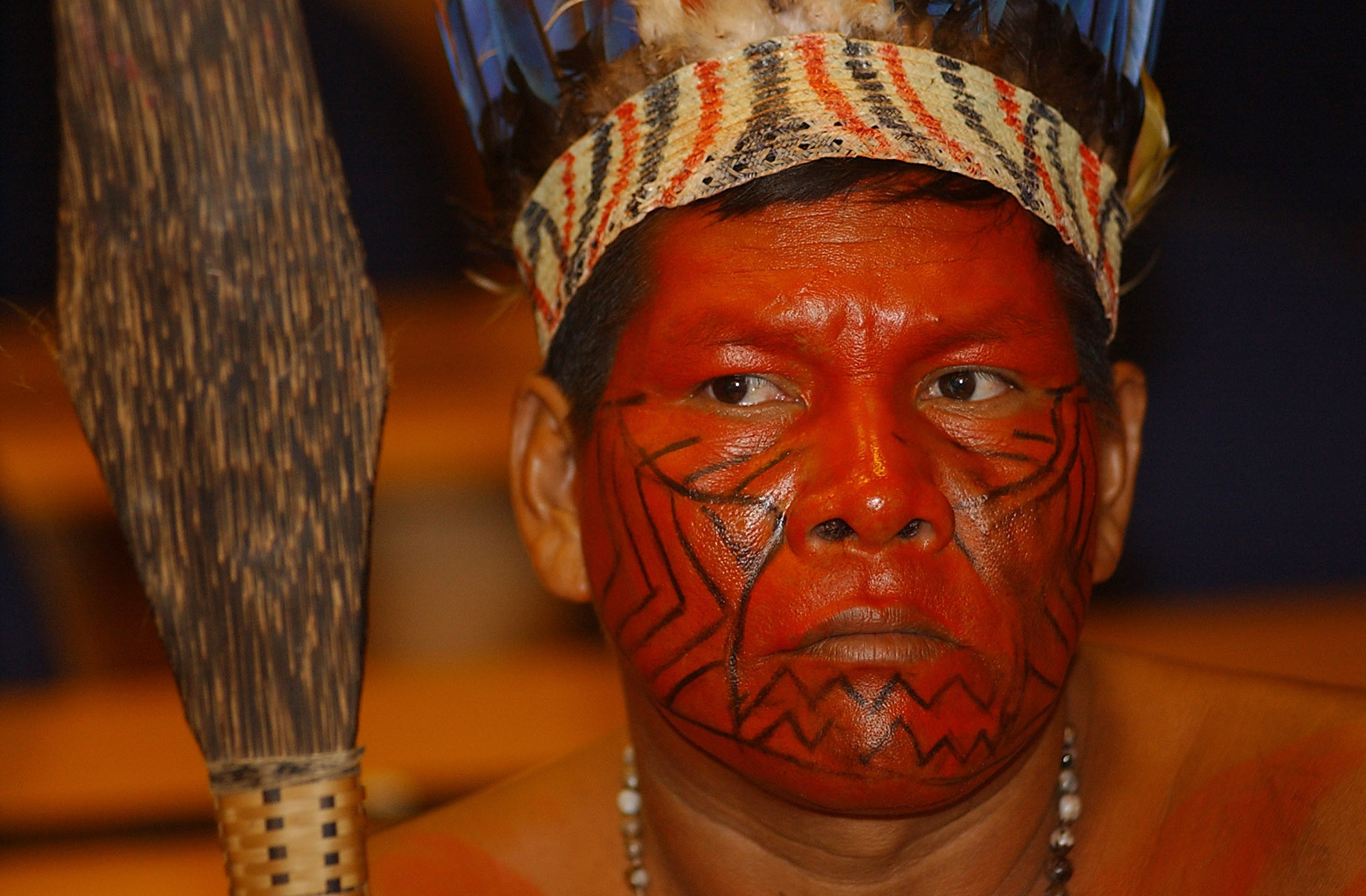
Mura-hövding.

Mura är ett urfolk i brasilianska Amazonas, som bor i mitten och öster om delstaten Amazonas i ett stort område vid floderna Madeira, Amazonas och Purús, främst i regionen mellan områdena Nova Olinda do Norte och Autazes i den nedre delen av Madeirafloden och i Careiro da Várzea. Muras finns i 41 urfolksområden i Brasilien, i allmänhet tillsammans med urfolk av andra etniciteter, men många mura bor också i större städer som Manaus, Autazes och Borba.